# Корпонай, Иван Тибериевич
Ива́н Тибе́риевич Корпона́й  (род. 13 февраля 1969, Ракошино, Закарпатская область) — украинский футболист, нападающий. Двое его братьев — Тиберий и Адальберт — также футболисты.

## Игровая карьера
Воспитанник ракошинской ДЮСШ. Первой командой мастеров в карьере Ивана стало в 1990 году ужгородское «Закарпатье». В 1991 году футболист перешёл в «Кремень». В этом клубе 7 марта 1992 года в матче против винницкой «Нивы» дебютировал в высшей лиге чемпионата Украины. За три периода Иван сыграл в составе «Кремня» более ста матчей.
В высшей лиге играл также в командах «Металлург» (Запорожье), «Нива» (Тернополь), «Днепр» (Днепропетровск), «Прикарпатье» (Ивано-Франковск) и «Черноморец» (Одесса).
В 2002 году играл в Казахстане за «Атырау», с которым становился серебряным призёром чемпионата.
С мая 2005 года по приглашению Руслана Забранского играл в любительском «Металлурге» из Николаева.

## Достижения
«Днепр»
- Финалист Кубка Украины: 1996/97

«Николаев»
- Победитель первой лиги Украины: 1997/98

«Атырау»
- Серебряный призёр чемпионата Казахстана: 2002